# リシルヒドロキシラーゼ
リシルヒドロキシラーゼ（lysyl hydroxylase）は、リシンをヒドロキシル化し、ヒドロキシリシンにする酸化還元酵素である。この酵素反応はコラーゲンの形成・安定に必須であり、翻訳後修飾として、タンパク質の合成のあとで起こる。この酵素は膜結合性二量体酵素で、粗面小胞体のルーメン（内腔）に局在している。
補因子として鉄とビタミンCを必要とする。